# Bartolomeo Ferrari (economista)

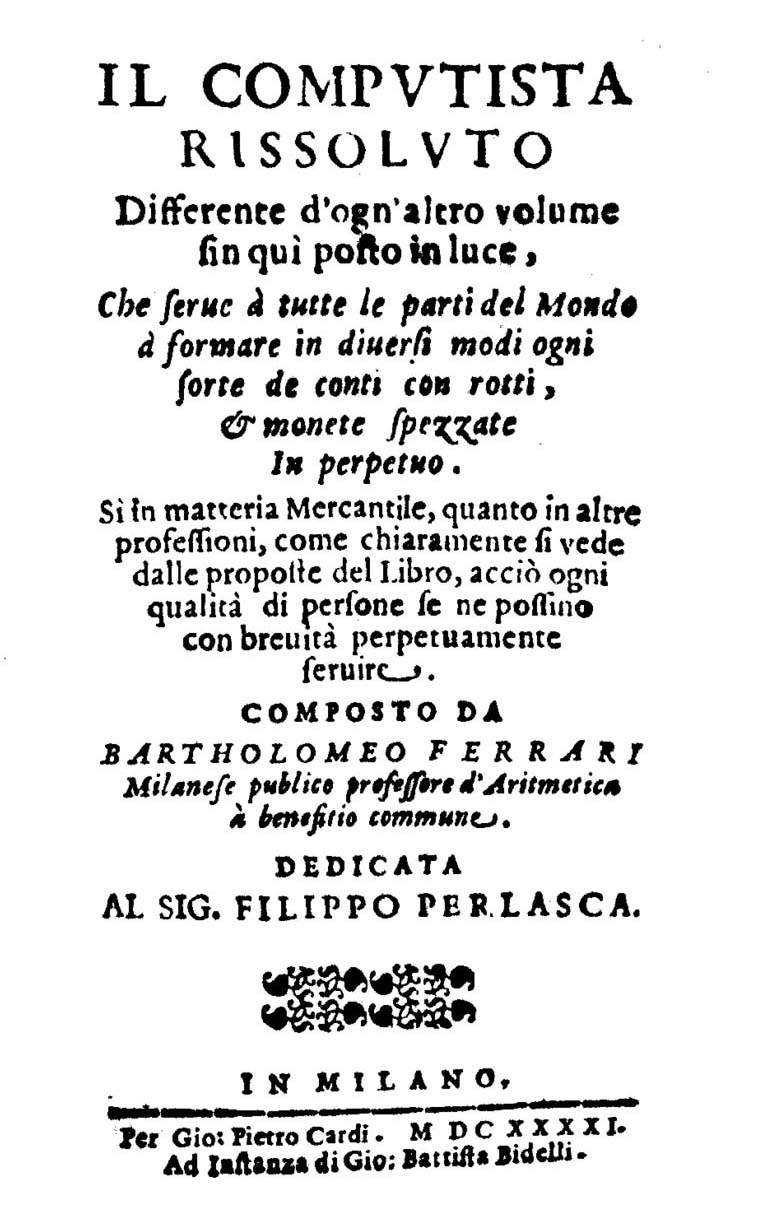
Computista rissoluto differente d'ogn'altro volume sin qui posto in luce, 1641.

Bartolomeo Ferrari (... – XVII secolo) è stato un economista italiano.

## Opere
- Bartolomeo Ferrari, Computista rissoluto differente d'ogn'altro volume sin qui posto in luce, In Milano, Giovanni Pietro Cardi, Giovanni Battista Bidelli, 1641. URL consultato il 14 giugno 2015.

| Controllo di autorità | VIAF (EN) 28123390 · CERL cnp00491224 · GND (DE) 128441828 |